# Бокино (городской округ город Тамбов)
Бокино — село в Тамбовской области России. Входит в городской округ город Тамбов.

## География
Расположено в центральной части Тамбовской области в 5 км к югу от Тамбова, на берегу реки Цна.
На севере примыкает к посёлку Строитель.
Естественных озёр и прудов на территории Бокинского сельсовета не имеется.

## История

### XVII век
До возникновения города Тамбова на правой стороне реки Цна, у устья реки Тамбов, стояла смешанная мордово-русская деревня Тонбова, упоминаемая в документах 1623 года. Тонба от мордовского слова тамбакс — топкая местность.
В 1638 году по указанию Тамбовского воеводы в 12 км к югу от крепости Тамбов был построен оборонительный кордон, куда ссылались войска под предводительством Бойкина, по фамилии которого назван укрепительный пункт — Бойкино. В результате исторической давности в устной передаче из поколения в поколение утратилась одна буква «й» и укрепилось название Бокино. Первоначально население возникло там, где теперь находится улица Заречная, вдоль реки Цна (ранее посёлок Заря).
В последующие годы продолжалось заселение приречной стороны. Так возникло село Бокино, хотя в документах оно длительное время называлось Тонбовом.
В 1676 году при обложении местной церкви налогом монах Антоний записал так: «Церковь Николая Чудотворца в с. Тамбовщине. Да в приходе к той церкви казачьих 131 двор, бобыльских три двора».

### XVIII век
В первой книге переписи населения мужского пола в 1719 году указано, что в село Бокино по-прежнему проживают служивые люди: казаки, есаулы, солдаты. Полковых солдат и есаулов насчитывалось 133 человека, солдат — 95, домов — 77.

### XIX век
В 1859 году по статистическим данным земских переписей в селе насчитывалось 1710 жителей.
После Отмены крепостного права в 1861 году, в результате расслоения деревни, в селе появляется всё больше обедневших крестьян, которые становятся батраками, а в 1890-е годы начали переселяться в Сибирь.

### XX век
В 1911 году в селе Бокино проживали крестьяне, у которых земельный надел равнялся от 15 сажень до 1 десятины на душу. Домов − 503, мужчин − 1673 человека, женщин — 1690.

#### Коллективизация
В 1925 году в селе образовалось мелиоративное товарищество под названием «Трактор». В 1929 году образовалось товарищество по совместной обработке земли (ТОЗ), председателем был Пётр Николаевич Ивлиев. На основе ТОЗа, в феврале 1930 года, был создан первый колхоз «Красный боевик», председателем которого являлся Лука Иванович Бучнев. 1931 год — год массового вступления крестьян в колхозы. Было организовано 7 коллективных хозяйств. Пять, из них, имели название: 1) "Красный боевик" (ул. Верхняя Кламытка), 2) "Красный самолёт" (ул. Нижняя Кламытка), 3) "Светлый путь" (ул. Большой Конец; председатель: Леонтьев Анисим Алексеевич), 4) "Заря" (ул. Заречная), 5) "Партизан" (ул. Осинки). До 1930 года не было техники. В 1932 году в колхоз поступило 5 тракторов, стали образовываться МТС (машино-тракторные станции).
В июне 1950 года все 7 колхозов добровольно объединились в один колхоз под названием «Колхоз имени Жданова». Он включил в себя три населенных пункта: село Бокино, посёлок Заря и деревня Лужки. Первым председателем колхоза «имени Жданова» стал Якименко. На полях в это время работало только по одному трактору, а в 1956 году — уже 12 тракторов.
Состав колхоза на 1950 год — дворов — 549; число колхозников — 1258.
Состав колхоза на 1960 год: число дворов — 549, число колхозников и их детей − 1893 человека. За колхозом закреплено 5528,6 га земли, из них пахотной − 3675 га, садов — 44 га, естественных сенокосов — 706,5 га, пастбищ — 166,5 га. В колхозе выращивались: подсолнечник, кукуруза, овощные, ягодные и бобовые культуры (огурцы, помидоры, капуста, сахарная свекла, картофель, дыня, арбуз, горох, чечевица), зерновые (гречиха, рожь, пшеница, ячмень, овёс).

### Конец XX — начало XXI века
В 1997 году колхоз имени Жданова переименован в СПК «Бокинский», а в 2002 году образовалась ОАО «Бокинская Нива».
В настоящее время на базе ОАО «Бокинская Нива» действует ЗАО «Агрокомплекс Тамбовский» Бокинский участок.
До 2022 года село являлось административным центром Бокинского сельсовета Тамбовского района.

## Население
| 2002 | 2010  | 2021  |
| ---- | ----- | ----- |
| 4137 | ↗4473 | ↗6790 |

Население — 4432 человек (2016 год). За последующие несколько лет численность возросла в полтора раза, в связи с массовым строительством доступного и комфортного жилья на территории округа.

### Национальный состав
Согласно результатам переписи 2002 года, в национальной структуре населения русские составляли 93 % от жителей.